# 北格林威治球场
北格林威治球场（North Greenwich）在1901至1910年间是米尔沃尔足球俱乐部的主场。该球场位于東倫敦道格斯島地区。该球场是米尔沃尔自1885年成立以来所使用的第四座主场，也是他们在迁至南伦敦前的最后一座东伦敦球场。米尔沃尔在此场地共踢过249场比赛，结果为153胜、46负、50平。